# Christina Aguilera Latin American Tour 2001
Christina Aguilera Latin American Tour 2001 jest to trasa koncertowa amerykańskiej piosenkarki Christiny Aguilery.

## Wykonywane utwory
- 1. Intro
- 2. Come on Over Baby/Ven Conmigo
- 3. I Turn to You
- 4. So Emotional
- 5. Somebody’s Somebody
- 6. Genie in a Bottle/Genio Atrapado
- 7. Falsas esperanzas
- 8. Contigo en la Distancia
- 9. What a Girl Wants/Una Mujer
- 10. Pero me acuerdo de ti